# 29 Pułk Strzelców Kaniowskich
29 Pułk Strzelców Kaniowskich (29 pp) – oddział piechoty Wojska Polskiego II RP.
Pułk stacjonował w garnizonie Kalisz, a II batalion w Szczypiornie na terenie Okręgu Generalnego „Łódź” (1918–1921) i Okręgu Korpusu Nr VII (1921–1939). Oddział wchodził w skład XIX Brygady Piechoty (VII 1919–1921) i 25 Dywizji Piechoty (1921–1939). Święto pułku obchodzono 15 maja, w rocznicę wręczenia sztandaru.

## Formowanie i zmiany organizacyjne
29 pułk piechoty Ziemi Kaliskiej zorganizowany został w listopadzie 1918 z trzech batalionów Okręgu Kaliskiego Polskiej Organizacji Wojskowej, utworzonych w Kaliszu, Kole, Koninie, Pyzdrach, Sieradzu, Słupcy, Szczypiornie i Turku.
10 listopada 1918 w Kaliszu utworzono Sztab Wojskowy Ziemi Kaliskiej; szefem sztabu został por. Juliusz Ulrych. 11 listopada por. Ulrych przejął od gen. Leo Sontaga dowództwo niemieckiego garnizonu; rozbrojono oddziały niemieckie, a 13 listopada Niemcy opuścili miasto. W kolejnych dniach rozbrojono oddziały niemieckie w innych miastach w Kaliskiem.
Pododdziały pułku współdziałały z powstańcami wielkopolskimi w wyzwoleniu ziemi gnieźnieńskiej. W styczniu 1919 III batalion udał się na front wschodni, gdzie toczył walki z Ukraińcami na Wołyniu. Pierwszy bój stoczył 24 lutego pod miasteczkiem Hołoby nad Stochodem. W kolejnych dniach obsadził 30. kilometrowy odcinek frontu nad rzeką. Stąd dokonywał wypadów na stację Perespa, uwieńczonych znacznymi zdobyczami wojennymi. W czasie dalszego pobytu na froncie stacza boje pod Kowlem, Policą, Sarnami, Czartoryskiem i Rafałówką. W czerwcu 1919 I i II batalion wzięły udział w walkach o Lwów. Działające początkowo w różnych grupach operacyjnych bataliony, połączyły się nad Gniłą Lipą i w grupie gen. Konarzewskiego staczały walki pod Janczynem, Dusanowem (gmina Janczyn) i Wólką. 28 czerwca pułk wkracza zwycięsko do Brzeżan a stamtąd przechodzi do Przemyśla i koleją udaje się pod Jazłowiec.
14 Pułk Strzelców Polskich został utworzony w Odessie, w ramach 4 Dywizji Strzelców Polskich gen. Lucjana Żeligowskiego. Wiosną 1919 pułk wraz z dywizją przeszedł do Rumunii, a pod koniec czerwca znalazł się na terytorium kraju w okolicach Stanisławowa. Tam w lipcu toczył walki z Ukraińcami.
29 pułk Strzelców Kaniowskich powstał 10 lipca 1919, w wyniku połączenia 29 pułku piechoty Ziemi Kaliskiej z 14 pułkiem Strzelców Polskich, wchodzącym w skład 4 Dywizji Strzelców Polskich.
W grudniu 1919 batalion zapasowy pułku stacjonował w Kaliszu.

### Mapy walk pułku w 1920

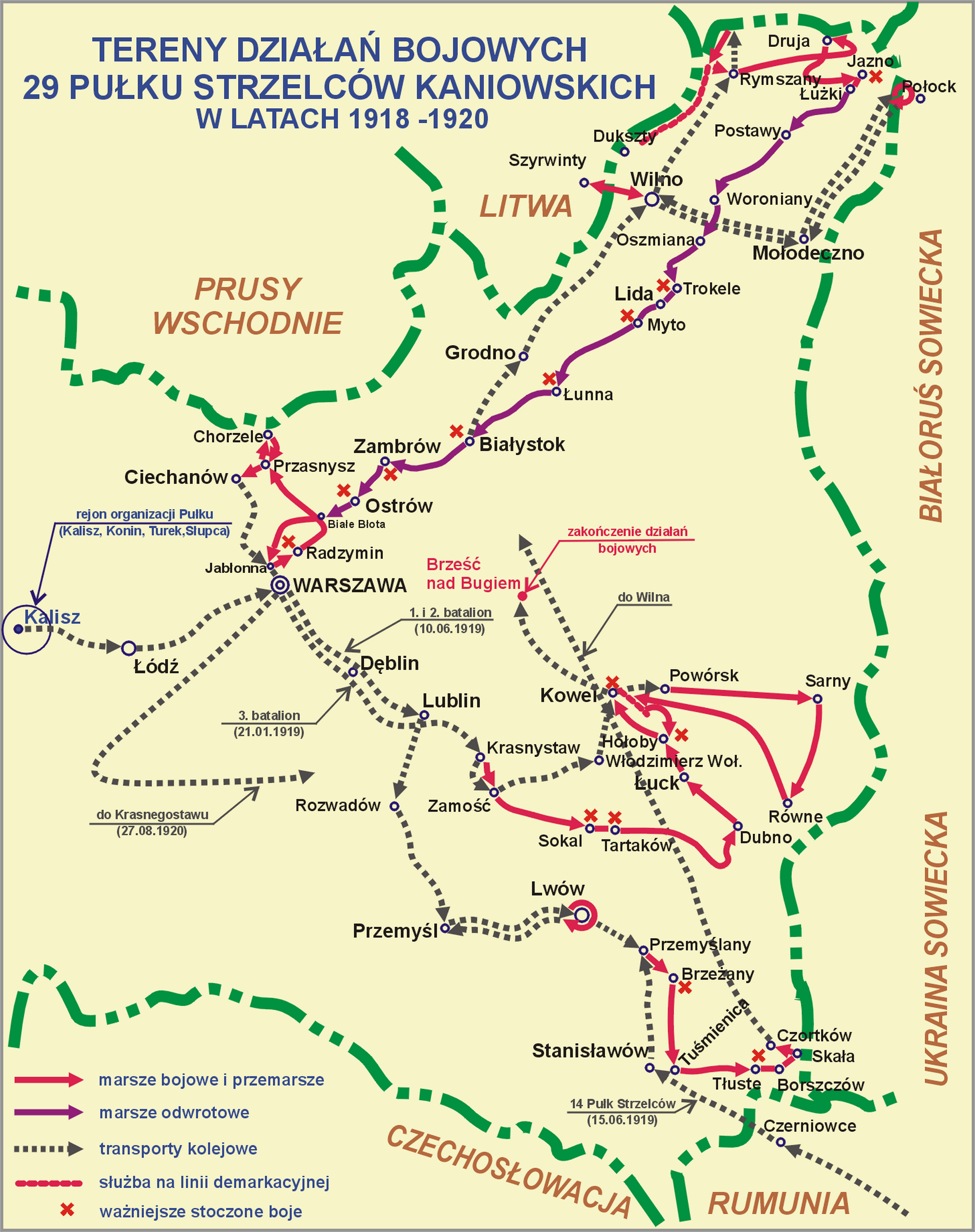
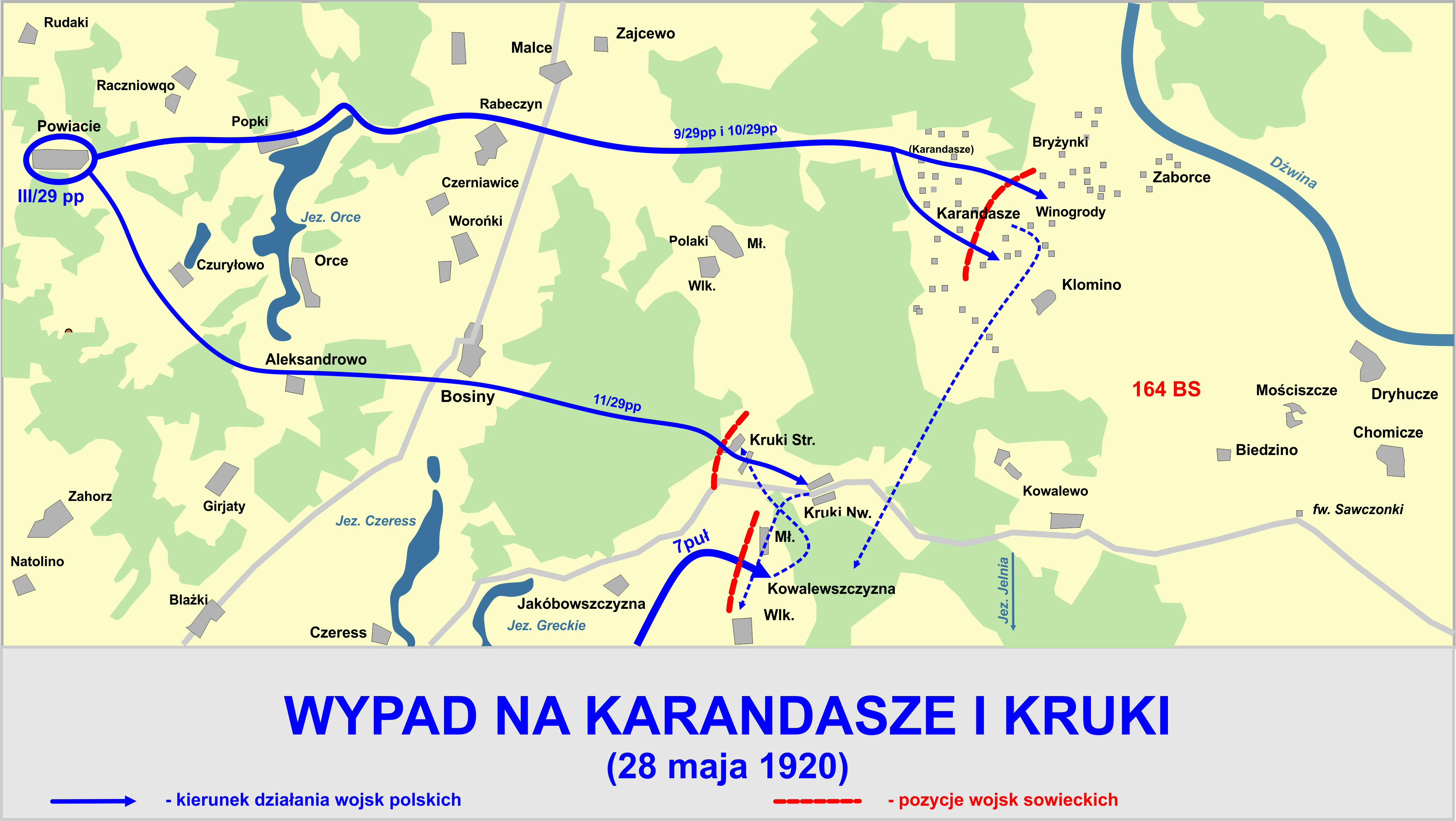
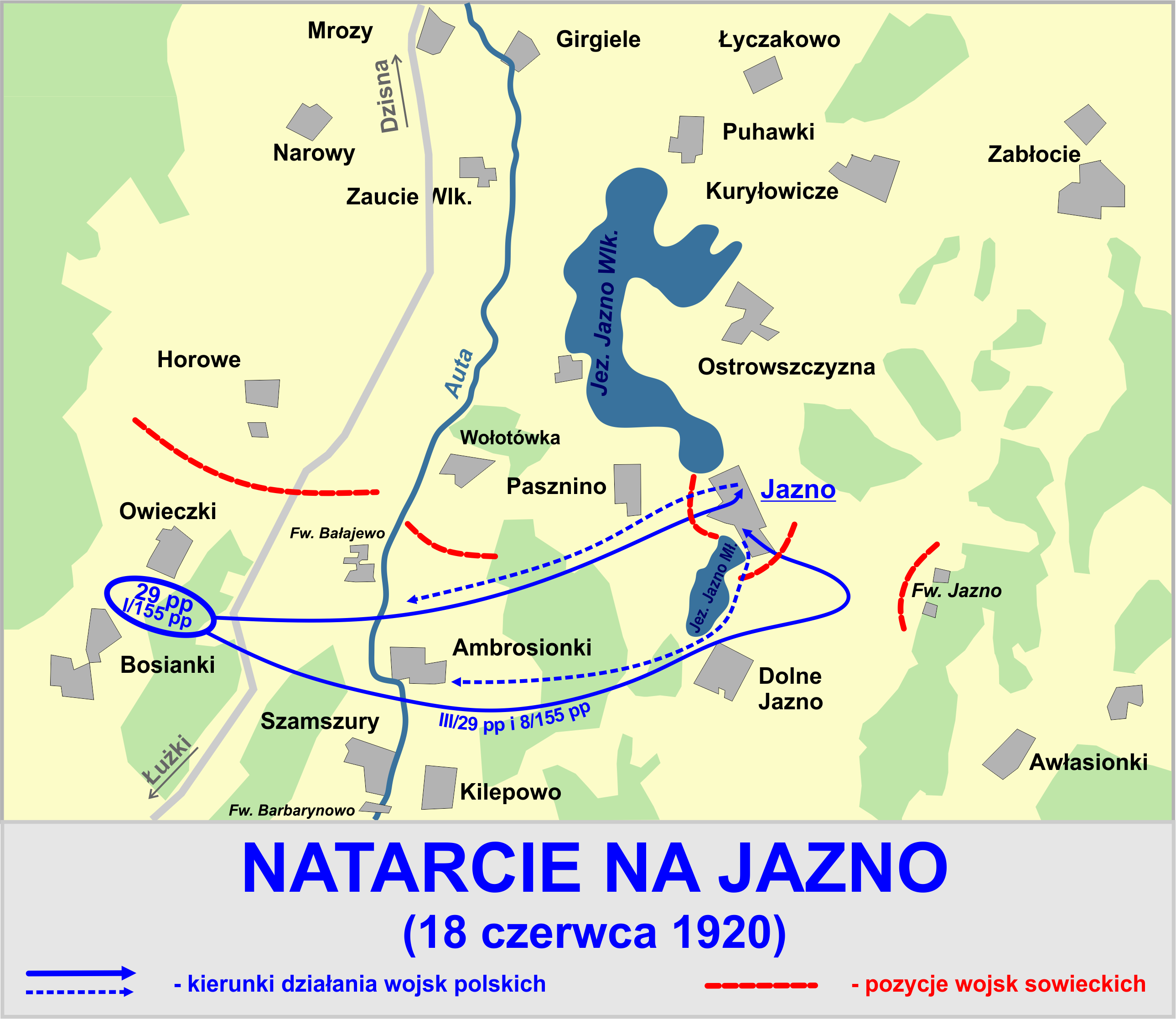
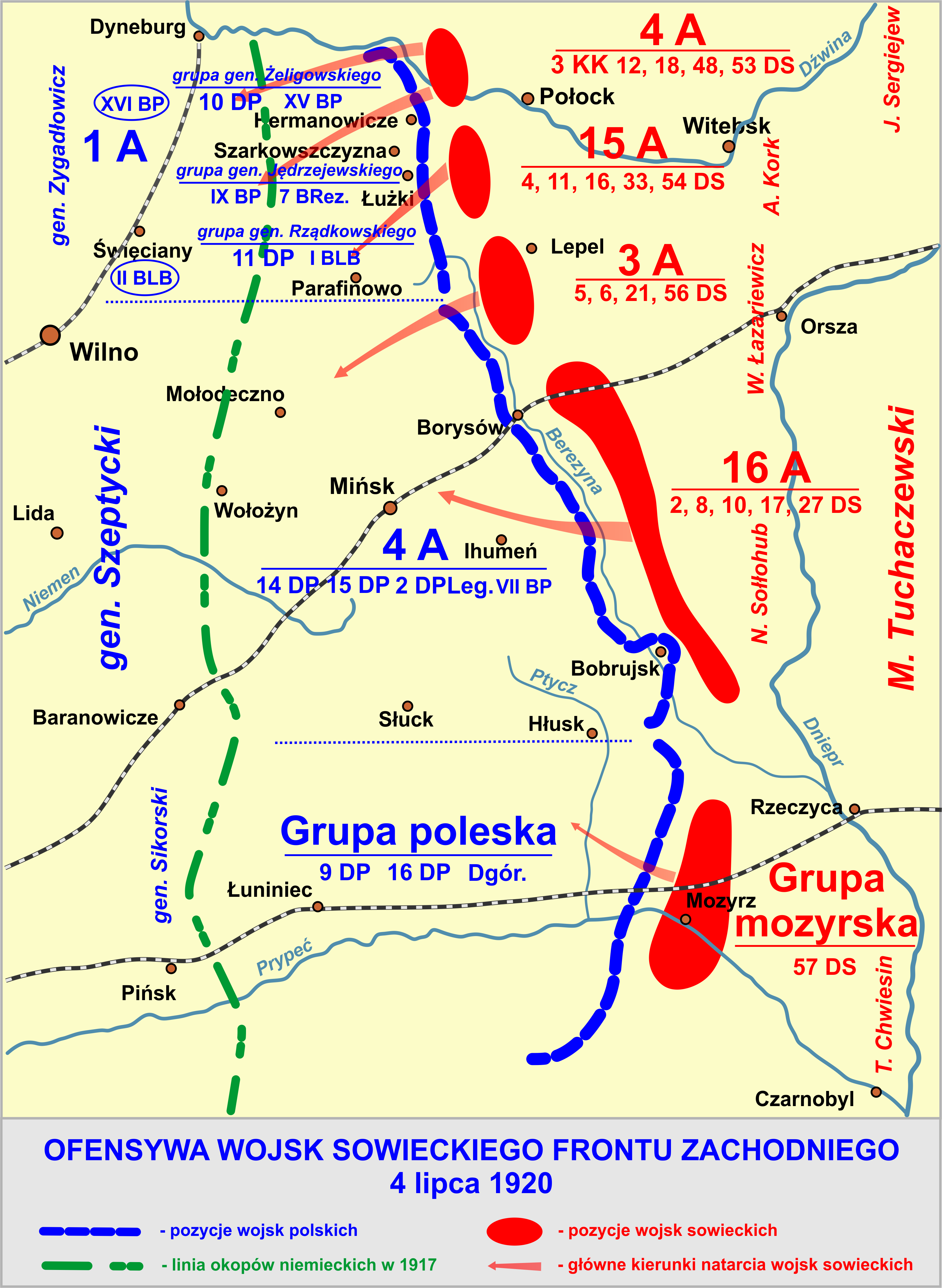
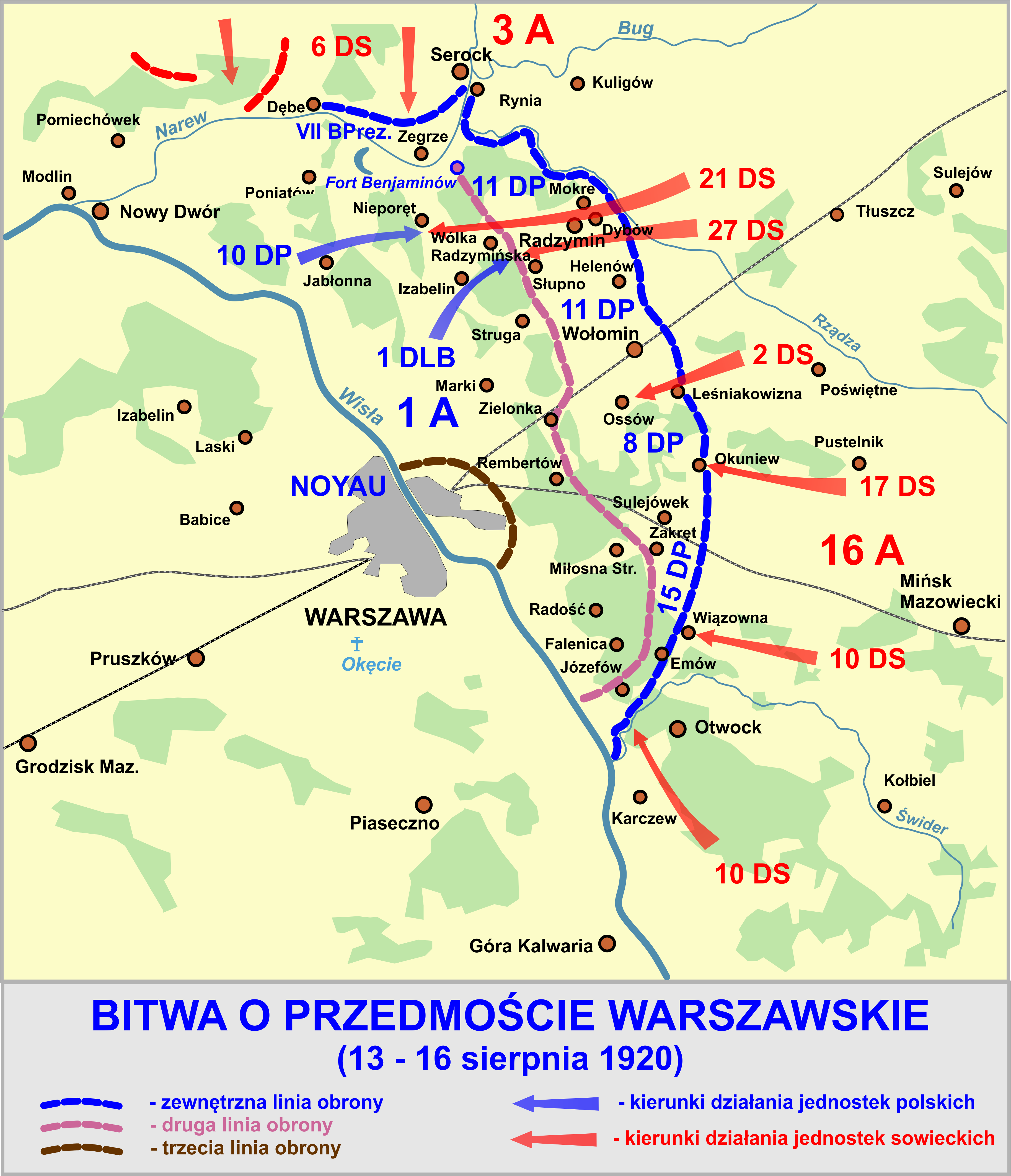
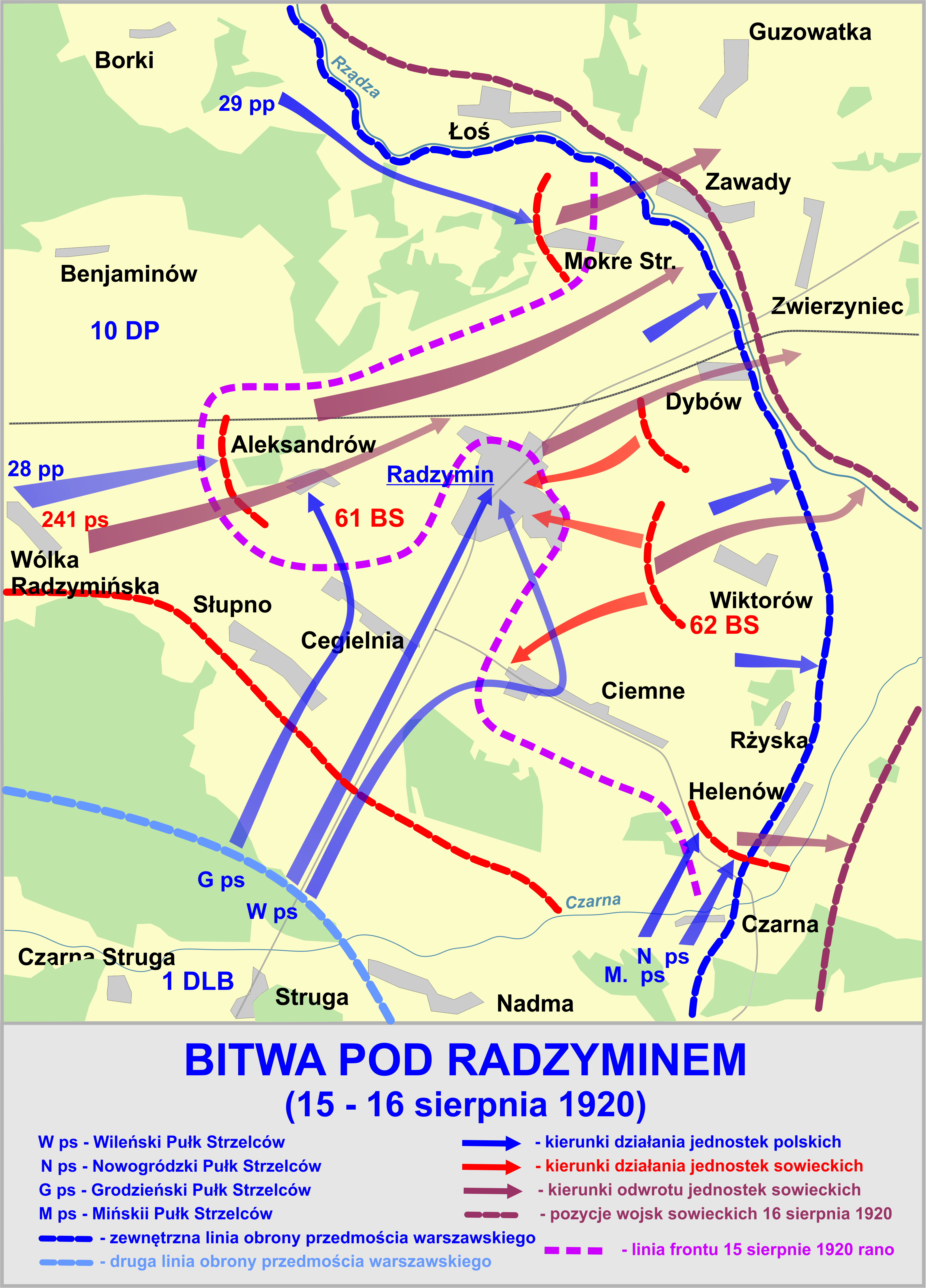
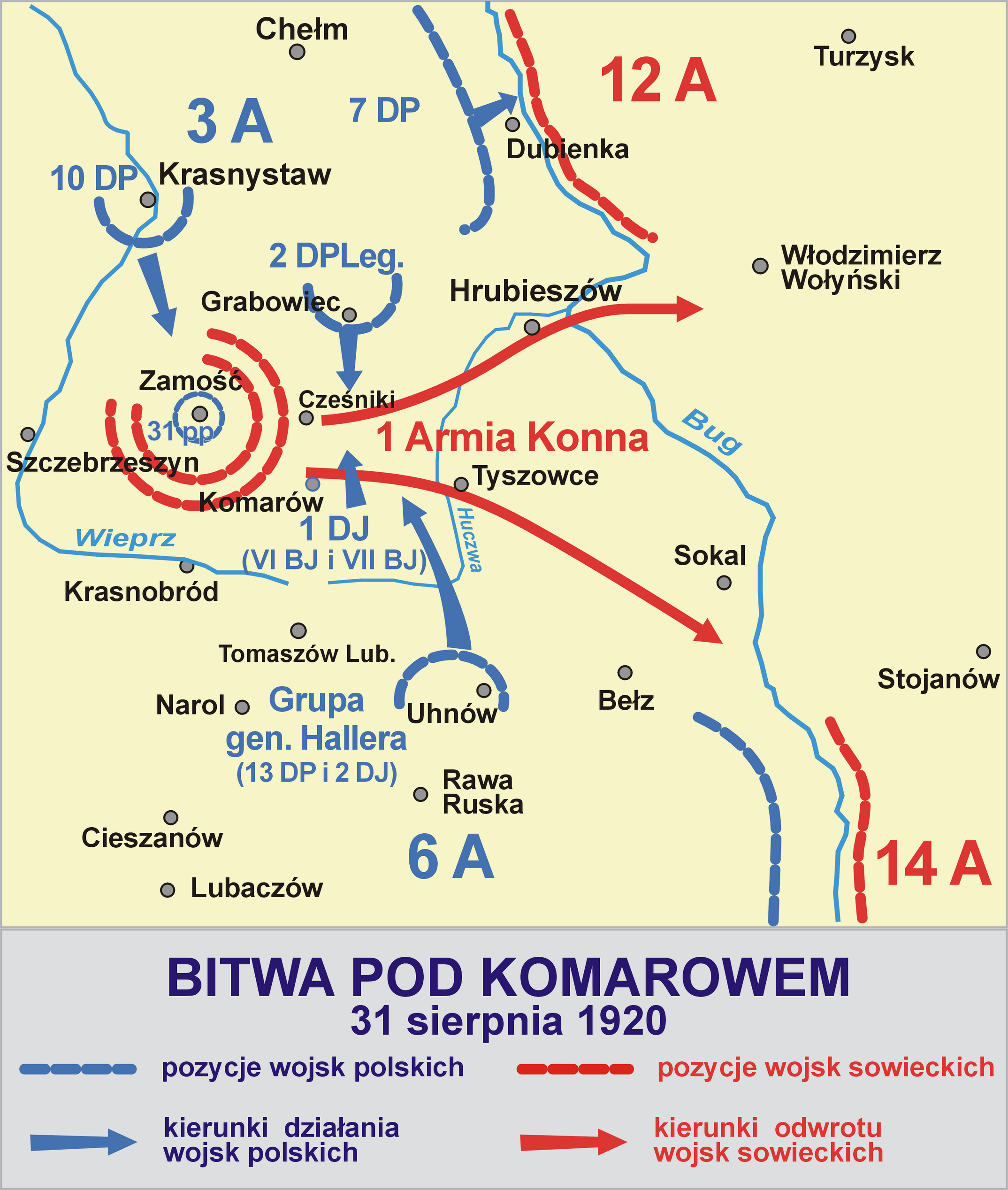
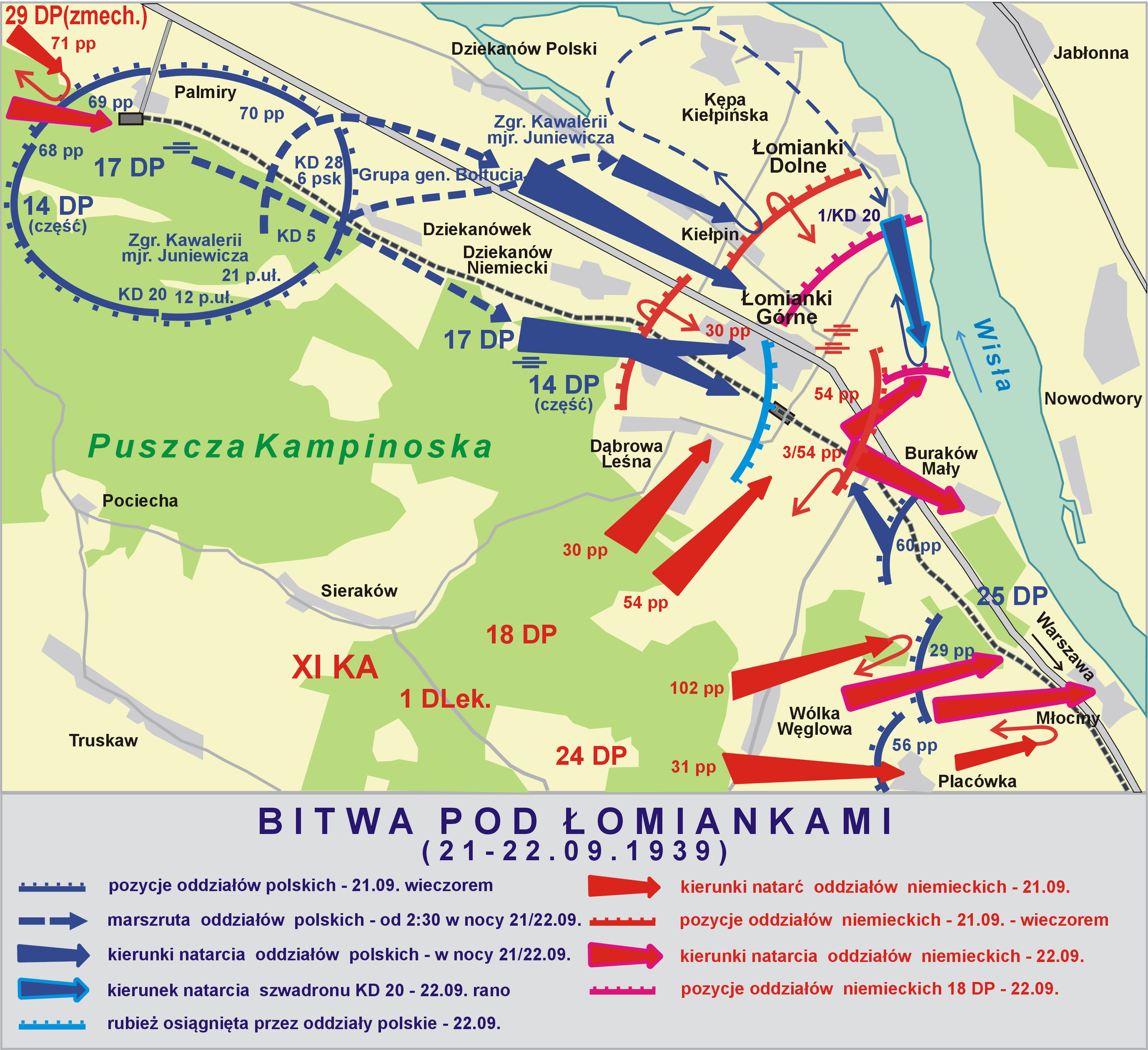

## Pułk w walce o granice
Pułk stoczył cały szereg walk z cofającymi się wojskami ukraińskimi między innymi pod Koszyłowcami, Anielówką i Tłustem. Pod koniec lipca dotarł do Zbrucza. Przez dwa miesiące pełnił nad rzeką służbę kordonową i pod koniec września został przetransportowany do Wilna.
29 pułk Strzelców Kaniowskich wziął udział w wojnie z bolszewikami, najpierw na Litwie, a później w obronie Warszawy i na Białorusi. Podczas zawieszenia broni, do lutego 1921 obsadzał kordon wojskowy wzdłuż Bugu. 4 kwietnia 1921 pułk powrócił do Kalisza.

### Kawalerowie Virtuti Militari
| Żołnierze pułku odznaczeni Krzyżem Srebrnym Orderu Wojskowego Virtuti Militari za wojnę 1918–1920 | Żołnierze pułku odznaczeni Krzyżem Srebrnym Orderu Wojskowego Virtuti Militari za wojnę 1918–1920 | Żołnierze pułku odznaczeni Krzyżem Srebrnym Orderu Wojskowego Virtuti Militari za wojnę 1918–1920 |
| ------------------------------------------------------------------------------------------------- | ------------------------------------------------------------------------------------------------- | ------------------------------------------------------------------------------------------------- |
| kpt. Kazimierz Aleksandrowicz                                                                     | por. Kazimierz Buncler                                                                            | pchor. Franciszek Chociej                                                                         |
| strzel. Franciszek Dankowski                                                                      | kpr. Michał Janiak                                                                                | sierż. Henryk Jaworski                                                                            |
| por. Kazimierz Kordaszewicz                                                                       | por. Antoni Kassian                                                                               | por. Władysław Kosianowski                                                                        |
| por. Józef Korzon                                                                                 | por. Stanisław Krauss                                                                             | por. Kazimierz Krahelski                                                                          |
| sierż. Franciszek Sępichowski vel Franciszek Krówka                                               | sierż. Józef Kubis                                                                                | strzel. Kazimierz Lenc                                                                            |
| plut. Wilhelm Łacisław                                                                            | kpt. Jan Łepkowski                                                                                | strzel. Józef Marczak                                                                             |
| plut. Józef Matczak                                                                               | st. strzel. Feliks Nowak                                                                          | kpt. Stanisław Pelc nr 732                                                                        |
| st. strzel. Jerzy Pietruczek                                                                      | st. sierż. Stanisław Pogonowski                                                                   | st. sierż. Bronisław Przybylski                                                                   |
| st. sierż. Franciszek Przytuła                                                                    | kpt. Feliks Pstrokoński                                                                           | por. Stanisław Pstrokoński                                                                        |
| kpr. Władysław Radomski                                                                           | sierż. Józef Rendalski                                                                            | kpt. Jan II Rogowski                                                                              |
| strzel. Jan Sikora                                                                                | por. Stanisław Skarżyński                                                                         | plut. Józef Stanisławski                                                                          |
| por. Jan Światowiec                                                                               | sierż. Stanisław Szablewski                                                                       | ppor. Stanisław Szpiech                                                                           |
| strzel. Franciszek Trojan                                                                         | mjr Juliusz Ulrych                                                                                | mjr Stefan Walter                                                                                 |
| ppor. Marian Waśkiewicz                                                                           | plut. Adam Wawrzyniak                                                                             | kpt. Ludwik Wilczyński                                                                            |
| strzel. Józef Wrzosek                                                                             | ppor. Władysław Zieliński                                                                         | ppor. Władysław Zych                                                                              |
| ppor. Franciszek Żukowski                                                                         |                                                                                                   |                                                                                                   |

## Pułk w okresie pokoju

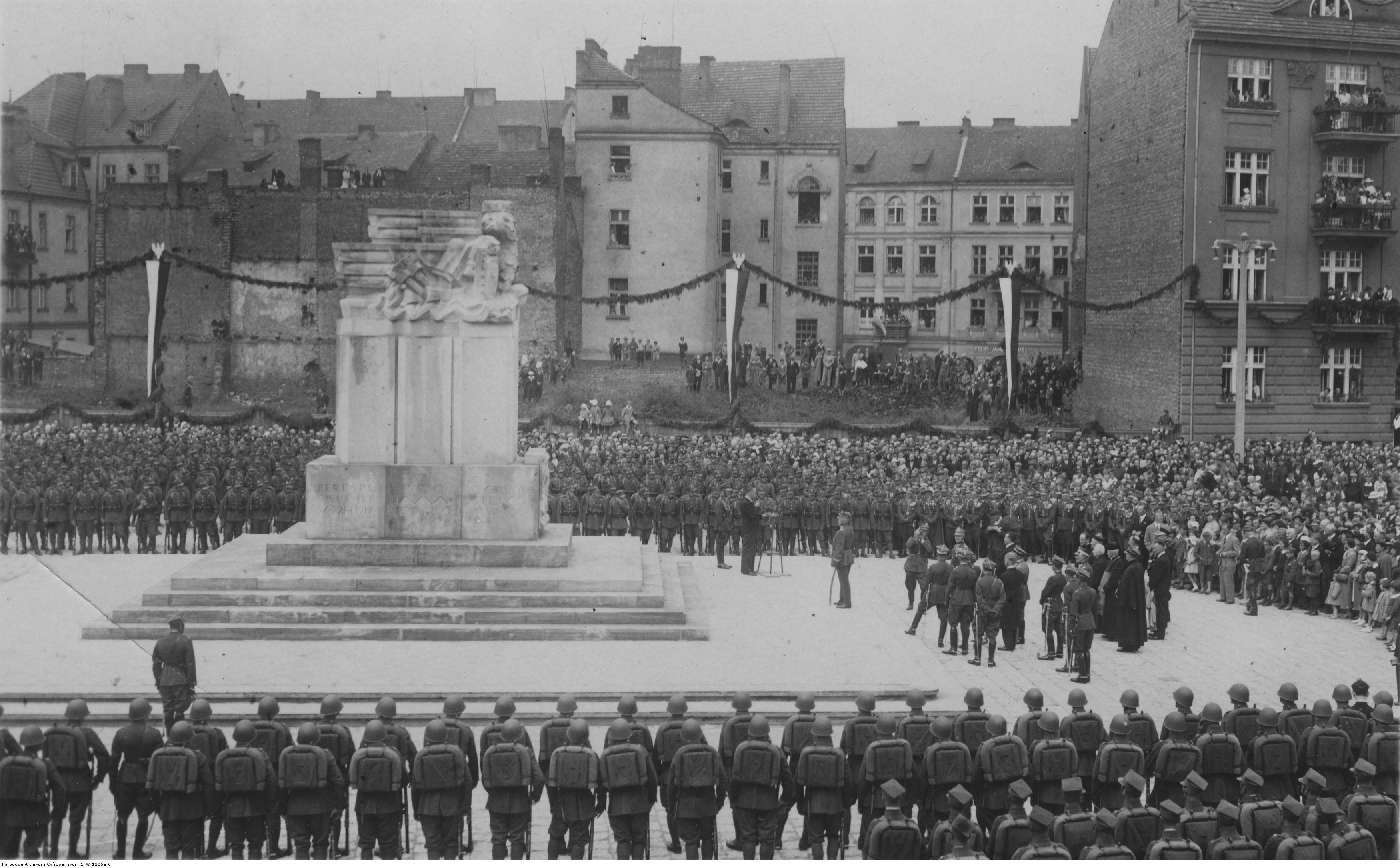
Święto 29 pp w Kaliszu, uroczystość odsłonięcia pomnika poległych żołnierzy pułku; maj 1936

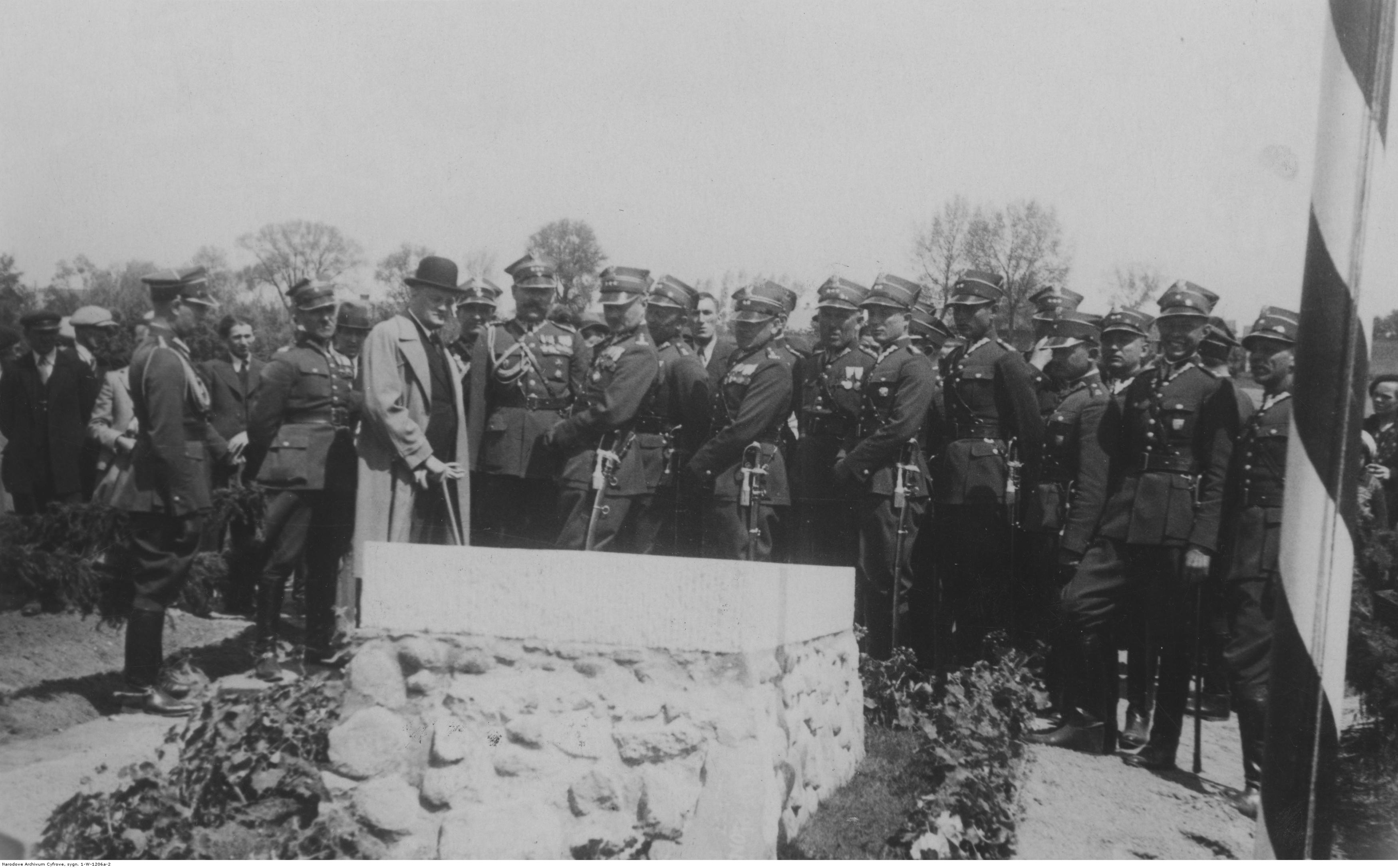
Święto 29 pp w Kaliszu, wmurowanie tablicy pamiątkowej w miejscu, gdzie Józef Piłsudski wręczył pułkowi sztandar

W okresie międzywojennym 29 pułk piechoty stacjonował na terenie Okręgu Korpusu Nr IV w garnizonie Kalisz. Wchodził w skład 25 Dywizji Piechoty.
Na podstawie rozkazu wykonawczego Ministerstwa Spraw Wojskowych do Departamentu Piechoty o wprowadzeniu organizacji piechoty na stopie pokojowej PS 10-50 z 1930 roku, w Wojsku Polskim wprowadzono trzy typy pułków piechoty. 29 pułk piechoty zaliczony został do typu I pułków piechoty (tzw. „normalnych”). W każdym roku otrzymywał około 610 rekrutów. Stan osobowy pułku wynosił 56 oficerów oraz 1500 podoficerów i szeregowców. W okresie zimowym posiadał batalion starszego rocznika, batalion szkolny i skadrowany, w okresie letnim zaś batalion starszego rocznika i dwa bataliony poborowych.
Po wprowadzeniu w 1930 nowej organizacji piechoty na stopie pokojowej, pułk szkolił rekrutów dla potrzeb batalionu Korpusu Ochrony Pogranicza.
| Obsada personalna i struktura organizacyjna w marcu 1939: | Obsada personalna i struktura organizacyjna w marcu 1939: |
| Stanowisko                                                | Stopień, imię i nazwisko                                  |
| Dowództwo, kwatermistrzostwo i pododdziały specjalne      | Dowództwo, kwatermistrzostwo i pododdziały specjalne      |
| --------------------------------------------------------- | --------------------------------------------------------- |
| dowódca pułku                                             | ppłk Florian Piotr Gryl                                   |
| I zastępca dowódcy                                        | ppłk Władysław Roman Pazderski                            |
| adiutant                                                  | kpt. Władysław Duczmalewski                               |
| starszy lekarz                                            | ppłk dr Antoni Paczesny                                   |
| młodszy lekarz                                            | vacat                                                     |
| II zastępca dowódcy (kwatermistrz)                        | ppłk Józef Stanisław Haluta                               |
| oficer mobilizacyjny                                      | kpt. Władysław Julian Staszkiewicz                        |
| zastępca oficera mobilizacyjnego                          | kpt. Zbigniew Jerzy Witold Szafran                        |
| oficer administracyjno- materiałowy                       | kpt. Wincenty Wiktor Witkowski                            |
| oficer gospodarczy                                        | por. int. Józef Gregorowicz                               |
| oficer żywnościowy                                        | por. Kazimierz Szalast                                    |
| oficer taborowy                                           | kpt. tab. Teodor Fox                                      |
| kapelmistrz                                               | ppor. adm. (kapelm.) Romuald Tuzik                        |
| dowódca plutonu łączności                                 | kpt. Ignacy Kurbel                                        |
| dowódca plutonu pionierów                                 | por. Stanisław Kuśmierek                                  |
| dowódca plutonu artylerii piechoty                        | kpt. art. Tadeusz Zygmunt Scheur                          |
| dowódca plutonu ppanc.                                    | por. Tadeusz Piotr Kurowski                               |
| dowódca oddziału zwiadu                                   | ppor. Włodzimierz Grzelak                                 |
| I batalion                                                |                                                           |
| dowódca batalionu                                         | mjr Leopold Krizar                                        |
| dowódca 1 kompanii                                        | kpt. Stefan Woldański                                     |
| dowódca plutonu                                           | ppor. Henryk Grochowski                                   |
| dowódca 2 kompanii                                        | kpt. Henryk II Gorzechowski                               |
| dowódca plutonu                                           | ppor. Stanisław Burmajster                                |
| dowódca 3 kompanii                                        | kpt. Franciszek Sępichowski                               |
| dowódca plutonu                                           | ppor. Józef Marian Górski                                 |
| dowódca 1 kompanii km                                     | kpt. Czesław Jan Jewasiński                               |
| dowódca plutonu                                           | ppor. Jerzy Gerlecki                                      |
| II batalion                                               |                                                           |
| dowódca batalionu                                         | mjr Jan Aleksander Światowiec                             |
| adiutant batalionu                                        | vacat                                                     |
| lekarz batalionu                                          | ppor. lek. Kazimierz Lander                               |
| pomocnik dowódcy batalionu ds. gosp.                      | vacat                                                     |
| dowódca 4 kompanii                                        | p.o. por. Władysław Janus                                 |
| dowódca plutonu                                           | ppor. Stanisław Drzymała                                  |
| dowódca 5 kompanii                                        | kpt. Józef Mojecki                                        |
| dowódca plutonu                                           | ppor. Jerzy Bolesław Markwart                             |
| dowódca 6 kompanii                                        | por. Bernard Staier                                       |
| dowódca plutonu                                           | ppor. Tadeusz Rukściński                                  |
| dowódca 2 kompanii km                                     | kpt. Jan Wultański                                        |
| dowódca plutonu                                           | ppor. Marian Ziemkiewicz                                  |
| III batalion                                              |                                                           |
| dowódca batalionu                                         | mjr Stanisław Szczygieł                                   |
| dowódca 7 kompanii                                        | por. Lucjan Stanisław Makowski                            |
| dowódca plutonu                                           | ppor. Tomasz Zdzisław Kozłowski                           |
| dowódca 8 kompanii                                        | p.o. por. Zbigniew Majewski                               |
| dowódca 9 kompanii                                        | kpt. Stefan Brykowicz                                     |
| dowódca plutonu                                           | por. Jan Chyla                                            |
| dowódca plutonu                                           | por. Leon Senatorski                                      |
| dowódca plutonu                                           | por. Eligiusz Wójcik                                      |
| dowódca 3 kompanii km                                     | por. Tadeusz Sznajder                                     |
| dowódca plutonu                                           | ppor. Jan Wacław Szumigalski                              |
| dowódca plutonu                                           | ppor. Tadeusz Słaby                                       |
| na kursie                                                 | kpt. Roman Rendecki                                       |
| Dywizyjny Kurs Podchorążych Rezerwy 25 DP                 |                                                           |
| dowódca                                                   | mjr Bolesław Wojciech Wodecki                             |
| dowódca plutonu strzeleckiego                             | por. Kazimierz Antoni Biel                                |
| dowódca plutonu strzeleckiego                             | por. Zbigniew Solarek                                     |
| dowódca plutonu strzeleckiego                             | por. Józef Siemiątkowski[56 pp]                           |
| dowódca plutonu km                                        | por. Zdzisław Jan Smekczyński                             |
| 29 obwód przysposobienia wojskowego „Kalisz”              |                                                           |
| kmdt obwodowy PW                                          | kpt. adm. (piech.) Henryk Janowski                        |
| kmdt powiatowy PW Kalisz                                  | ppor. piech. kontr. Stefan Jendrasiak                     |
| kmdt powiatowy PW Turek                                   | kpt. piech. Tadeusz Daniszewski                           |

## 29 psk w kampanii wrześniowej

### Mobilizacja
Częściową mobilizacje 29 pułk piechoty rozpoczął już 23 marca 1939 formując na etatach zbliżonych do wojennych w ramach ćwiczeń, osłonowy I batalion. Batalion ten został wysunięty na linię Psary, Gostyczyn, Śliwniki prowadził wspólnie z pododdziałami 25 batalionu saperów prace fortyfikacyjne, budując w rejonie projektowanego przedmościa „Kalisz” linię umocnień polowych, w postaci okopów, schronów drewniano-ziemnych i betonowych, rowu przeciwczołgowego oraz zasieków z drutu kolczastego. Mobilizację alarmowa 29 pułk Strzelców Kaniowskich rozpoczął w godzinach porannych 24 sierpnia w Kaliszu. W jej ramach zmobilizował:    
W grupie żółtej, w czasie A+24:  
- batalion strzelców nr 9.

W grupie niebieskiej, 
- 29 pułk Strzelców Kaniowskich na etatach wojennych, w czasie od A+24 do A+46,
- kompania km plot. typu A nr 14, w czasie A+48,
- kompania asystencyjna nr 173, w czasie  A+52,
- park intendentury typ I nr 703, w czasie A+52,
- kompania sanitarna nr 703, w czasie A+56,
- batalion marszowy 29 pp, w czasie A+72,
- batalion marszowy 60 pp, w czasie A+72,
- uzupełnienie marszowe samodzielnej kompanii km i br. tow. nr 73, w czasie A+72.

W ramach II rzutu mobilizacji powszechnej w Kielcach, w czasie do X+5 
- Ośrodek Zapasowy 25 Dywizji Piechoty.

Dodatkowo pod względem mobilizacji materiałowej mobilizowano: dowództwo 25 DP, kompanię łączności 25 DP, Ośrodek Sapersko-Pionierski 25 DP i KRU Kalisz.
Mobilizacja przebiegła sprawnie i bez zakłóceń. Pułk i inne mobilizowane oddziały i pododdziały osiągnęły gotowość w przewidywanym terminie. Przysięga pułku i oddziałów zmobilizowanych odbyła się 28 sierpnia. Tego dnia 29 pSK wraz z 9 batalionem strzelców i III dywizjonem 25 pułku artylerii lekkiej objął odcinek obronny przebiegający do rzeki Prosna, Kościelna Wieś, Dobrzec Wielki, Szczypiorno, Sulisławice, rzeka Prosna, wzg. 173 Chełmce. W rejonie Kalisza i w mieście przebywały również podległe dowództwu dywizji: 25 dywizjon artylerii ciężkiej, 25 motorowa bateria artylerii plot. i 73 samodzielna kompania km i br. tow.. Od 29 sierpnia do 31 sierpnia pododdziały pułku rozbudowały pozycje obronne na przedmościu Kalisza.

### Działania bojowe

#### Odwrót z Wielkopolski
O świcie 1 września 1939 pułk był ugrupowany na przedmościu „Kalisz”. Kompania zwiadowców na przedpolu w okolicach Psar. II batalion w rejonie Kościelnej Wsi, I batalion na przedmieściu Szczypiorna, III batalion w rejonie Sulisławic, a przydzielony 9 batalion strzelców w Chełmcach i wzg. 173 jako odwód dowódcy 29 pSK. Wsparcie zapewniał III dywizjon 25 pal ze stanowisk w rejonie Kościelnej Wsi. Na tych stanowiskach 29 pułk przebywał bez styczności z nieprzyjacielem do wieczora 3 września. Nocą 3/4 września 29 pSK wraz z III/25 pal przegrupował się szosą Kalisz-Turek do lasów Nowe Prażuchy, Ostrów. W trakcie marszu i postoju był atakowany dwukrotnie przez niemieckie lotnictwo bombowe, poległo 5 żołnierzy 17 zostało rannych, utracono 5 koni. Następnej nocy 4/5 września pułk przemieszczał się dalej, osiągając rano 5 września rubież Dębina, Konstantynów, lasy na północ od Turka do szosy Koło-Galew. Kolejnej nocy 5/6 września 29 pSK i III/25 pal dotarły do rejonu lasów koło wsi Psary, gdzie zajął obronę i ubezpieczał z rozkazu dowódcy 25 DP gen. bryg. Franciszka Altera od strony południowej przegrupowanie 25 DP do rejonu Uniejowa. Ok. godz. 5.00 6 września w stronę miasta Dobra pojechała kompania zwiadowców 29 pułku, a siły główne pułku zajęły ok. godz. 10.00 wzgórza na południe od drogi Psary-Uniejów. Maszerującą w kierunku Dobrej kompanię zwiadowców 29 pSK wyprzedziła wysłana przez dowódcę 25 DP, 31 samodzielna kompania czołgów rozpoznawczych, która we wsi Żeroniczki w boju spotkaniowym rozbiła niemiecki pluton kolarzy. Po tej walce na Dobrą obsadzaną przez oddziały niemieckie, dwukrotne natarcie na miasto wykonał I pluton 31 skczr. i pluton konny kompanii zwiadowców. Po niepowodzeniu natarcia, oba plutony dołączyły do swoich kompanii we wsi Żeroniczki. Wysłana przez ppłk. Floriana Gryla kompania strzelecka wsparta plutonami artylerii piechoty i ckm, miała wesprzeć natarcie na Dobrą o godz. 13.00. Jednak niemiecki wyprzedzający kontratak wykonany wcześniej na Żeroniczki został odparty przez zgrupowane tam trzy kompanie 25 DP. Oddziały niemieckie ponawiały swoje natarcia na Żeroniczki do wieczora wielokrotnie, ale bez skutku. Po zmierzchu 29 pSK podjął przegrupowanie w kierunku Uniejowa celem przeprawy przez rzekę Wartę przez most w Uniejowie. W trakcie marszu z pułku wydzielono I batalion wsparty 8 baterią 25 pal celem wsparcia walk w obronie przedmościa w Uniejowie 60 pułku piechoty. Ok. godz. 2.00 7 września przez most na Warcie w Uniejowie przeprawił się 29 pSK bez I batalionu i III/25 pal bez 8 baterii. Pułk stanął na postój w rejonie Stemplewa, przed godz. 12.00 przeprawę zakończył I/29 pSK wraz z 8/25 pal. Siły główne pułku po chwilowym wypoczynku podjęły marsz ze Stemplewa do Dąbia i przeprawy w Dąbiu na rzece Ner. I/29 pSK późnym wieczorem podjął marsz za pułkiem w kierunku Dąbia. Ok. godz. 21.00 w rejonie lasu Wielenin został ostrzelany z zasadzki ogniem broni maszynowej z kierunku kolonii Orzeszków prawdopodobnie przez dywersantów. W wyniku czego, batalion uległ rozproszeniu tracąc większość ciężkiej broni i sprzętu. Przez całą noc 7/8 września rozproszone grupki żołnierzy po dotarciu do Dąbia, były kierowane do wsi Karszewie miejsca ponownej reorganizacji odtwarzanego I batalionu.

#### Udział w bitwie nad Bzurą
Rano 8 września II batalion 29 pSK  dozorował rzekę Ner od Dąbia do Karszewa, broniąc mostu w Dąbiu, III batalion dozorował rzekę Ner do Chełmna i bronił mostu na Nerze na drodze Cepów-Dąbie. I batalion odtwarzał się w Karszewie. W ramach przygotowanego zwrotu zaczepnego armii oddziały 25 DP rozpoczęły przegrupowania w nocy 8/9 września. W związku, z tym 29 pSK wraz z III/25 pal i 9 bs wykonał marsz do rejonu Grabowa Łęczyckiego, gdzie dotarł rano 9 września. Pierwszorzutowe pułki 25 DP, natarcie rozpoczęły o godz. 17.00. Następnie 29 pSK wraz z 9 bs i III/25 pal do godz. 21.00 dotarł do rejonu Błonie, Topola Królewska, stanął tam jako dowód dowódcy 25 DP. Po przełamaniu niemieckiej obrony w Łęczycy i nad Bzurą, oddziały dywizji przeszły do pościgu. W nocy 9/10 września 9 bs z plutonem artylerii piechoty 29 pSK zabezpieczył skrzydło dywizji przechodząc do Łęczycy i obsadził przeprawę przez Bzurę. 29 pSK 10 września został wprowadzony do I rzutu dywizji i podjął po godz. 8.00 pościg za cofającymi się oddziałami niemieckimi w kierunku Ozorkowa. W straży przedniej pułku prowadził pościg II batalion z 8 baterią 25 pal i plutonem kolarzy z kompanii zwiadowców. Pułk poruszał się trasą z Łęczycy przez Sierpów, Leśmierz, na folwark Boczki. W siłach głównych pułku znajdował się III batalion, I batalion reszta I/25 pal. 9 kompania strzelecka stanowiła ubezpieczenie boczne pułku przemieszczała się wzdłuż zachodniego brzegu Bzury poprzez Dzierzbiętów Duży, Konary, Parzyce. Na północ od Sierpowa II batalion nawiązał styczność ogniową z oddziałami niemieckimi. Rozwinięty i nacierający II batalion wzdłuż drogi Łęczyca-Ozorków, wsparty baterią 8/25 pal ostatecznie zaległ w ogniu broni maszynowej i artylerii. Na wschodnie skrzydło II/29 pSK został wprowadzony III batalion, a III dywizjon haubic 25 pal rozwinął się na stanowiskach ogniowych. Ponowne natarcie z silnym wsparciem artylerii pozwoliło zająć lasek na zachód od Sierpowa, a o godz. 14.00 zajęto całą wieś Sierpów wraz, ze stacją kolejową i cegielnią. Natarcie pułku wsparła też artyleria dywizyjna w postaci 25 dac ze stanowisk w Topoli Królewskiej i II dywizjon 7 pułku artylerii ciężkiej. Podjęto dalszy pościg, ale po ok. 5 km zwiadowcy pułku dostali się pod ostrzał prowadzony z folwarku Wróblew. Wprowadzony do natarcia czołowy II batalion został powstrzymany, wprowadzony do natarcia na wieś Wróblew I batalion ze wsparciem plutonu artylerii piechoty i baterii artylerii z 25 pal, utknął pomimo kilkakrotnie ponawianych ataków. Przed wieczorem 10 września na styk 29 pułku Strzelców Kaniowskich i 56 pułku piechoty wyszedł niemiecki kontratak. Zabezpieczająca wschodnie skrzydło pułku 9 kompania strzelecka w Dzierzbiętowie Dużym została odrzucona na północ z dużymi stratami. Na skrzydło pułku został skierowany 9 bs, który z Łęczycy dotarł do stacji kolejowej w Sierpowie. Natarcie pułku zostało powstrzymane. W nocy 10/11 września wypad na niemieckie pozycje w rejonie dworu Ostrów dokonała 6 kompania strzelecka, po wypadzie wycofała się do cegielni w Sierpowie.   
11 września nad ranem 29 pSK przeszedł do odwodu dywizji wraz z III/25 pal i 9 bs, zluzowany przez będący dotychczas w odwodzie 60 pp. 29 pułk stał w odwodzie dowódcy piechoty 25 DP w rejonie Tkaczewa. W nocnym kontrataku 60 pp, 11/12 września, z rejonu Solnicy Wielkiej wziął udział I batalion 29 pułku atakując na folwark Wróblew, natarcie uzyskało powodzenie. 12 września pułk nadal przebywał w odwodzie, po godz. 21.00 rozpoczął odwrót za Bzurę przez Łęczycę do rejonu Witoni, osiągnął ten rejon dopiero ok. południa 13 września. Nocą 13/14 września poprzez Kutno, Mnich, Oporów, 29 pSK wraz z 9 bs podjął marsz w kierunku Żychlina. 14 września pułk zatrzymał się na postój w folwarku Golędzkie na północny wschód od Kutna, na dzienny odpoczynek. Po zmianie rozkazów 25 DP podjęła marsz w kierunku dolnej Bzury, gdzie miała wziąć udział w natarciu na Sochaczew. Nocą 14/15 września 29 pSK z 9 bs i III/25 pal podjął marsz poprzez Skrzeszewy, Model, Kamionka, Podczachy, Lubików w kierunku na Osmolin. O godz. 9.00 15 września pułk dotarł do rejonu Osmolin, Sanniki. Kompania zwiadowców rozpoznała zachodni brzeg Bzury. W nocy 15/16 września 29 pSK z 9 bs i III/25 pal oraz 25 dac podjął dalszy marsz poprzez Brzezie, Aleksandrów, dwór Giżyce, Henryków, Helenów, Kujawki. Osiągając o godz. 6.00 16 września rejon Juliopol-Młodzieszyn. O godz. 7.00 I batalion wraz z plutonem artylerii piechoty odeszły nad Bzurę do rejonu Bibiampola na południe od Mistrzewic, wcześniej operowała tam kompania zwiadowców. Maszerujący I batalion nieświadomy, że w pobliżu znajduje się ubezpieczona przeprawa niemieckiej 4 Dywizji Pancernej przez Bzurę. Dostał się zasadzkę ogniową z lasku koło Bibiampola, gdy znajdował się na odkrytym terenie. Ostrzelany z broni maszynowej poniósł ciężkie straty, następnie przeprowadzone na niego natarcie czołgami i samochodami pancernymi spowodowało jego całkowite rozbicie. Poległ mjr Stanisław Szczygieł, kpt. Stefan Woldański, por. Zygmunt Karolak, kpt. Tadeusz Scheuer. Batalion przestał istnieć większość żołnierzy poległa, została ranna lub wzięta do niewoli. niewielka część wycofała się i dołączyła do macierzystego pułku. Pozostałe siły pułku zajęły obronę. O godz. 15.00 na 29 pSK i 9 bs wyszło niemieckie natarcie. W ciężkich walkach do wieczora strzelcy kaniowscy i 9 bs utrzymali swoje pozycje, pomimo poniesionych strat. Obroniono Juliopol i Młodzieszyn. Nocnym marszem 29 pSK i 9 bs odszedł na przeprawę przez Bzurę w rejonie Brochowa.         

#### Walki odwrotowe w Puszczy Kampinoskiej
Przed świtem 29 pułk wraz z 9 bs i artylerią dotarł na przeprawę przez Bzurę w Brochowie, ze względu na trwającą jeszcze przeprawę 15 Dywizji Piechoty, oddział musiał poczekać na zachodnim brzegu Bzury na swoją kolej. O świcie 17 września 29 pSK wraz z 9 bs przeprawił się przez rzekę i podjął marsz poprzez Brochów, Miszory, Famułki Królewskie, o 7.00 osiągnął rejon leśniczówki Krzywa Góra, gdzie stanął na odpoczynek. Ok. godz. 8.00 pułk został zaatakowany przez lotnictwo niemieckie, z uwagi na co ppłk Florian Gryl nakazał zmienić miejsce postoju na okolice wzg. 89,9, gdzie wypoczywano do godz. 18.00. Z uwagi na ruch taborów w rejonie stacjonowania pułku, lotnictwo niemieckie po godz. 18.00 zbombardowało cały rejon lasów, w wyniku czego III batalion dostał się pod bomby i utracił ponad 100 żołnierzy, poległych, rannych i zaginionych. Nocnym marszem 17/18 września pułk wraz z 9 bs odszedł w kierunku Starej Dąbrowy. Po dotarciu w ten rejon  przed świtem 18 września, pułk rozwinął się w obronie. III batalion z plutonem artylerii piechoty zajął stanowiska w rejonie wsi Stara Dąbrowa po obu stronach drogi na Leszno. II batalion obsadził wschodni skraj lasu w pobliżu wsi Dąbrówka, zamykając drogę w stronę Brzozówki. 9 batalion strzelców i resztki I batalionu stanęły w gajówce Stara Dąbrowa i jej pobliżu. Podjęto organizację kombinowanego batalionu piechoty z rozbitków przechodzących w pobliżu. O godz. 10.00 podczas ostrzału pozycji 29 pSK przez niemiecką artylerię ciężką od strony Leszna, batalion ten rozpierzchł się. Na rozkaz gen. bryg. Franciszka Altera o godz. 12.00 II batalion, a następnie po południu cały pułk wraz z 9 bs odszedł w kierunku Modlina do Cybulic, które pułk osiągnął wieczorem.   
Rano 19 września pułk wraz 9 bs podjął marsz bez kontaktu z wrogiem do Palmir, gdzie po godz. 10.00 zajął pozycję obronną w lesie Dąbrowa, na południowy wschód od Głównej Składnicy Uzbrojenia i Amunicji w Palmirach. Uzupełniono amunicję, pobrano zapasy żywności. Wcielono do obu batalionów pułku żołnierzy bez przydziałów z innych jednostek. Po odprawie dowódców armii, grupy operacyjnej i dywizji, 25 DP miała opanować rejon Buraków, Łomianki, Młociny. 25 DP rozpoczęła marsz szosą Kazuń-Warszawa, osłonę i straż tylną stanowił 29 pSK wraz z 9 bs. Rano 20 września po dojściu 25 DP w rejon Burakowa Małego, 29 pułk wraz z 9 bs stanął w odwodzie dywizji w Młocinach. Przed południem 20 września na rozkaz dowódcy dywizji, III batalion wykonał natarcie na Wólkę Węglową, celem otwarcia drogi Grupie Kawalerii gen. bryg. Romana Abrahama na Warszawę. Natarcie III batalionu nie powiodło się, niemiecki kontratak zmusił III batalion do wycofania się w rejon wzg. 109, na tych stanowiskach batalion pozostał w dalszym czasie. 21 września ok. godz. 9.30 na stanowiska III/29 pSK i sąsiedniego I batalionu 30 pułku Strzelców Kaniowskich ze składu załogi Warszawy, niemiecka artyleria położyła nawałę ogniową. W jej wyniku ucierpiał głównie sąsiedni I/30 pSK. Ok. godz. 10.00 na stanowiska I/30 pSK, a następnie III batalionu w rejonie wzg.109 wyszło silne natarcie oddziałów niemieckiej 24 DP. I/30 pSK został wyparty z wsi Placówka w kierunku wzg.109, gdzie oba bataliony stawiły twardy opór. Podjęto kontratak na rozkaz dowódcy pułku, siłami III batalionu i resztkami I/30 pSK, kontratak załamał się pod ostrzałem niemieckiej artylerii. Oba bataliony broniły rejonu wzg.109 przez kilka godzin. Po południu natarcie niemieckie dotarło w pobliże folwarku Młociny, w pasie pomiędzy szosą młocińską a wzg.109. O zmierzchu do kontrataku na oddziały niemieckiego 31 pp z 24 DP poprowadził ppłk Florian Gryl II batalion i 9 bs. Kontratak doprowadził do wyparcia oddziałów niemieckich ze wschodniej części lasu Młociny i odrzuceniu od szosy do Warszawy. W trakcie wieczornych walk doszło do przemieszania się walczących oddziałów i niemieckiej piechoty. Niemiecki 31 pp wycofał się w rejon wzg. 109. W trakcie całodziennych walk III batalion mjr. Bolesława Wodeckiego poniósł bardzo duże straty, pozostały jego resztki. Wieczorem 21 września 25 DP otrzymała rozkaz wejścia w obręb Warszawy. W nocy 21/22 września 29 pSK i 9 bs przerwały kontakt ogniowy z niemieckimi oddziałami i odeszły do Warszawy w rejon Bielan.

#### Walki w obronie Warszawy
Rano 22 września pozostałość 29 pSK i 9 bs zajęły pozycje obronne przy szosie Bielany-Wawrzyszew oraz w klasztorze Kamedułów. W nocy 22/23 września pułk przegrupował się w rejon ulic 3-Maja i Marszałkowskiej. Rano 23 września po dotarciu w nakazany rejon dokonano reorganizacji pułku. II batalion uzupełniono żołnierzami z oddziałów 14 Dywizji Piechoty i 17 Dywizji Piechoty, a jego dowództwo objął mjr Alfons Kubosz dotychczasowy dowódca 5 batalionu km i br. tow. Odtworzono III batalion mjr Bolesława Wodeckiego, wcielając między innymi 7 kompanię 68 pułku piechoty. dalsze prace organizacyjne prowadzono również 24 i 25 września, odtworzony pułk z dwoma batalionami liczył 67 oficerów, 1980 szeregowych i 186 koni. W nocy 25/26 września 29 pSK został przegrupowany na pododcinek Warszawa-Zachód. Rano 26 września przybył na Ochotę, po południu zajął rejon ulicy Częstochowskiej. W nocy 26/27 września nastąpiło zajęcie podstaw wyjściowych. 29 pułk wykonał kontratak o świcie 27 września na utracone wcześniej obiekty przy ul. Opaczewskiej, w tym zajezdnię tramwajową. II batalion prowadził natarcie wzdłuż ul. Szczęśliwickiej, a III batalion wzdłuż ul. Białobrzeskiej. II batalion dotarł do Dworca Zachodniego, a III batalion na wysokość ul. Częstochowskiej, natarcie w tych miejscach załamało się w ogniu niemieckiej broni maszynowej. Pułk przeszedł do obrony na rubieży: Dworzec Zachodni-ul. Szczęśliwicka-ul. Częstochowska w styczności z 56 pp. W trakcie walk pułk poniósł straty, wśród rannych był mjr Bolesław Wodecki. W ciągu całego dnia pułk odpierał niemieckie wypady, ponosząc dalsze straty do ostrzału artylerii i broni piechoty. Wśród poległych był por. Alfred Sachs. 29 pułk Strzelców Kaniowskich skapitulował 28 września. Wymaszerował do niewoli do obozu w Skierniewicach i Łowiczu, tam oficerowi i żołnierze zawodowi trafili do obozów jenieckich, a pozostali zostali zwolnieni do domów.      
W trakcie walk pułk utracił: 35 oficerów poległych i rannych, 1220 szeregowych poległych i rannych, oraz ok. 1600 zaginionych i wziętych do niewoli.

### Oddział Zbierania Nadwyżek 29 pSK
Batalion marszowy 29 pSK po zmobilizowaniu w rejonie Szczypiorna budował do 30 sierpnia fortyfikacje, następnie odmaszerował do Koła i obsadził przedmoście. Osłaniał na przedmościu Koło wycofanie dywizji do Uniejowa. Następnie prawdopodobnie uzupełnił macierzysty pułk 12 lub 13 września, szczególnie I i III batalion posiadające niskie stany. Dowódca batalionu marszowego, to kpt. Lewicki, dowódca kompanii ppor. rez. Wiktor Wieszczek,  
Po mobilizacji wszystkich przewidzianych mobilizacją alarmową oddziałów i pododdziałów oraz pozostałości kadrowych i materiałowych po dywizyjnej Szkole Podchorążych Rezerwy w Szczypiornie. Zorganizowano Oddział Zbierania Nadwyżek 29 pułku Strzelców Kaniowskich. Dowództwo Oddziału objął ppłk Józef Stanisław Haluta. 2 września o godz. 14.00 OZN 29 pułku odjechał transportem kolejowym do miejsca mobilizacji Ośrodka Zapasowego 25 Dywizji Piechoty do Kielc. Tam wszedł w skład OZ 25 DP pod dowództwem ppłk Teofila Kosińskiego pokojowego I zastępcy dowódcy 29 pułku Strzelców Kaniowskich. Dzielił z nim jego dalsze losy.
| Obsada personalna pułku we wrześniu 1939 | Obsada personalna pułku we wrześniu 1939 |
| Stanowisko                               | Stopień, imię i nazwisko                 |
| Dowództwo                                | Dowództwo                                |
| ---------------------------------------- | ---------------------------------------- |
| dowódca pułku                            | ppłk Florian Gryl                        |
| I adiutant                               | kpt. Franciszek Sępichowski              |
| II adiutant                              | por. rez. Kazimierz Nawrocki             |
| oficer informacyjny                      | kpt. Władysław Duczmalewski              |
| oficer łączności                         | kpt. Ignacy Kurbel                       |
| szef kancelarii                          | chor. Stanisław Piotrowski               |
| kwatermistrz                             | por. Józef Gregorowicz                   |
| dowódca kompanii gospodarczej            | por. Józef Ignasiak                      |
| oficer gospodarczy pułku                 | kpt. Witkowski                           |
| oficer płatnik                           | ppor. Franciszek Kluczyński              |
| oficer żywnościowy                       | ppor. Eugeniusz Wyrębowski               |
| kapelan                                  | kpt. ks. Henryk Kornacki                 |
| naczelny lekarz                          | por. lek. Władysław Grówka               |
| kapelmistrz                              | ppor. Romuald Tuzik                      |
| zbrojmistrz                              | chor. Józef Rabiej                       |
| I batalion                               |                                          |
| dowódca batalionu                        | mjr Stanisław Szczygieł                  |
| adiutant batalionu                       | por. rez. Wacław Kleck                   |
| dowódca plutonu łączności                | por. Gadomski                            |
| oficer płatnik                           | ppor. Baltazar Sobocki                   |
| oficer żywnościowy                       | ppor. Marian Lis                         |
| lekarz batalionu                         | ppor. lek. Hieronim Bąkowski             |
| dowódca 1 kompanii strzeleckiej          | kpt. Stefan Woldański                    |
| dowódca I plutonu                        | ppor. Stefan Zieleniewski                |
| dowódca II plutonu                       | ppor. Stanisław Górski                   |
| dowódca III plutonu                      | ppor. Stanisław Wróblewski               |
| szef kompanii                            | st. sierż. Mieczysław Frankowski         |
| dowódca 2 kompanii strzeleckiej          | kpt. Henryk Gorzechowski                 |
| dowódca I plutonu                        | ppor. Stanisław Burmeister               |
| dowódca II plutonu                       | ppor. Ludomir Fabrycy                    |
| dowódca III plutonu                      | plut. pchor. Władysław Piotrowski        |
| szef kompanii                            | st. sierż. Franciszek Witek              |
| dowódca 3 kompanii strzeleckiej          | por. Władysław Janus                     |
| dowódca I plutonu                        | por. Zygmunt Karolak                     |
| dowódca II plutonu                       | por. Janusz Snay                         |
| dowódca III plutonu                      | ppor. Józef Górski                       |
| szef kompanii                            | st. sierż. Antoni Dąbrowski              |
| dowódca 1 kompanii ckm                   | por. Jan Chyła                           |
| dowódca I plutonu                        | ppor. Antoni Lachert                     |
| dowódca II plutonu                       | ppor. Erwin Baumert                      |
| dowódca III plutonu                      | ppor. rez. Zygmunt Spychalski            |
| dowódca IV plutonu (taczanki)            | ppor. rez. Antoni Eryk Lachetta          |
| dowódca plutonu moździerzy               | ppor. rez. Tadeusz Lechicki              |
| szef kompanii                            | st. sierż. Walenty Witek                 |
| II batalion                              |                                          |
| dowódca batalionu                        | mjr Jan Światowiec                       |
| adiutant batalionu                       | ppor. Bronisław Trzeszczak               |
| dowódca plutonu łączności                | ppor. Czesław Hübner                     |
| oficer płatnik                           | ppor. Marian Wichliński                  |
| oficer żywnościowy                       | ppor. Czesław Zapędowski                 |
| lekarz batalionu                         | ppor. lek. Kajetan Kruszczyński          |
| dowódca 4 kompanii strzeleckiej          | kpt. Alfred Hugo Biske                   |
| dowódca I plutonu                        | ppor. Franciszek Dopierała               |
| dowódca II plutonu                       | ppor. Zygmunt Zasada                     |
| dowódca III plutonu                      | ppor. Stanisław Waga                     |
| szef kompanii                            | st. sierż. Teodor Angrecki               |
| dowódca 5 kompanii strzeleckiej          | kpt. Władysław Duczmalewski              |
| dowódca I plutonu                        | ppor. Antoni Hamburger                   |
| dowódca II plutonu                       | ppor. Zygmunt Laskowski                  |
| dowódca III plutonu                      | ppor. Bolesław Piasecki                  |
| szef kompanii                            | st. sierż. Ignacy Otwiaska               |
| dowódca 6 kompanii strzeleckiej          | ppor. rez. Alfred Sachs                  |
| dowódca I plutonu                        | ppor. Stanisław Drzymała                 |
| dowódca II plutonu                       | ppor. Czesław Żółtak                     |
| dowódca III plutonu                      | ppor. Michał Jagodziński                 |
| szef kompanii                            | st. sierż. Józef Woszczalski             |
| dowódca 2 kompanii ckm                   | ppor. Jerzy Bolesław Markwart            |
| dowódca I plutonu                        | ppor. Jan Łowicki                        |
| dowódca II plutonu                       | ppor. Wiesław Franciszek Rogala          |
| dowódca III plutonu                      | ppor. Jan Wojciechowski                  |
| dowódca IV plutonu (taczanki)            | ppor. Mejer Rappaport                    |
| dowódca plutonu moździerzy               | ppor. Czesław Malowaniec                 |
| szef kompanii                            |                                          |
| III batalion                             |                                          |
| dowódca batalionu                        | mjr Bolesław Wodecki                     |
| adiutant batalionu                       | ppor. rez. Tadeusz Podgajnik             |
| dca plutonu łączności                    | por. rez. Jan Michalski                  |
| oficer płatnik                           | ppor. rez. Jan Wszędobył                 |
| oficer żywnościowy                       | ppor. rez. Zygmunt Jabłkowski            |
| lekarz batalionu                         | pchor. rez. lek. Wiśniewski              |
| dowódca 7 kompanii strzeleckiej          | kpt. Andrzej Ślęzak                      |
| dowódca I plutonu                        | ppor. Władysław Dunajczyk                |
| dowódca II plutonu                       | ppor. Herman Buksz                       |
| dowódca III plutonu                      | ppor. Jan Sobocki                        |
| szef kompanii                            |                                          |
| dowódca 8 kompanii strzeleckiej          | por. Piotr Tadeusz Kurowski              |
| dowódca I plutonu                        | ppor. Józef Kohl                         |
| dowódca II plutonu                       | ppor. Bolesław Bichel                    |
| dowódca III plutonu                      | ppor. Józef Drzewiecki                   |
| szef kompanii                            | st. sierż. Stefan Raczyk                 |
| dowódca 9 kompanii strzeleckiej          | por. rez. Józef Ścibor                   |
| dowódca I plutonu                        | ppor. Tadeusz Słaby                      |
| dowódca II plutonu                       | ppor. Marian Grzela                      |
| dowódca III plutonu                      | plut. pchor. Marian Mager                |
| szef kompanii                            |                                          |
| dowódca 3 kompanii ckm                   | por. Tadeusz Schneider                   |
| dowódca I plutonu                        | ppor. rez. Juliusz Neicheiser            |
| dowódca II plutonu                       | ppor. rez. Paweł Mazur                   |
| dowódca III plutonu                      | ppor. rez. Włodzimierz Wiszniewski       |
| dowódca IV plutonu (taczanki)            | ppor. rez. Tadeusz Rosiak                |
| dowódca plutonu moździerzy               | ppor. rez. Beniamin Lisicki              |
| szef kompanii                            | st. sierż. Franciszek Dorywalski         |
| Pododdziały specjalne                    |                                          |
| dowódca kompanii zwiadowczej             | ppor. Jan Szumigalski                    |
| dowódca plutonu konnego                  | ppor. Zbigniew Makowski                  |
| dowódca plutonu kolarzy                  | ppor. Zygmunt Spychalski                 |
| szef kompanii zwiadu                     | st. sierż. Bolesław Greszko              |
| dowódca kompanii ppanc.                  | kpt. Jan Wultański                       |
| dowódca I plutonu ppanc.                 | ppor. Tadeusz Suski                      |
| dowódca II plutonu ppanc.                | ppor. Stanisław Borowiak                 |
| dowódca III plutonu ppanc.               | ppor. Stanisław Janiak                   |
| szef kompanii                            | st. sierż. Bednarski                     |
| dowódca plutonu artylerii piechoty       | kpt. Tadeusz Scheur                      |
| dowódca plutonu łączności                | plut. pchor. Leon Kucner                 |
| dowódca plutonu pionierów                | por. Stanisław Kuśmierek                 |
| dowódca plutonu przeciwgazowego          | por. Andrzej Bronisław Gutowski          |

Ze składu plutonu pieszego żandarmerii nr 25 został przydzielony do pułku posterunek żandarmerii pod dowództwem plut. Władysława Můllera.

## Symbole pułkowe
Sztandar

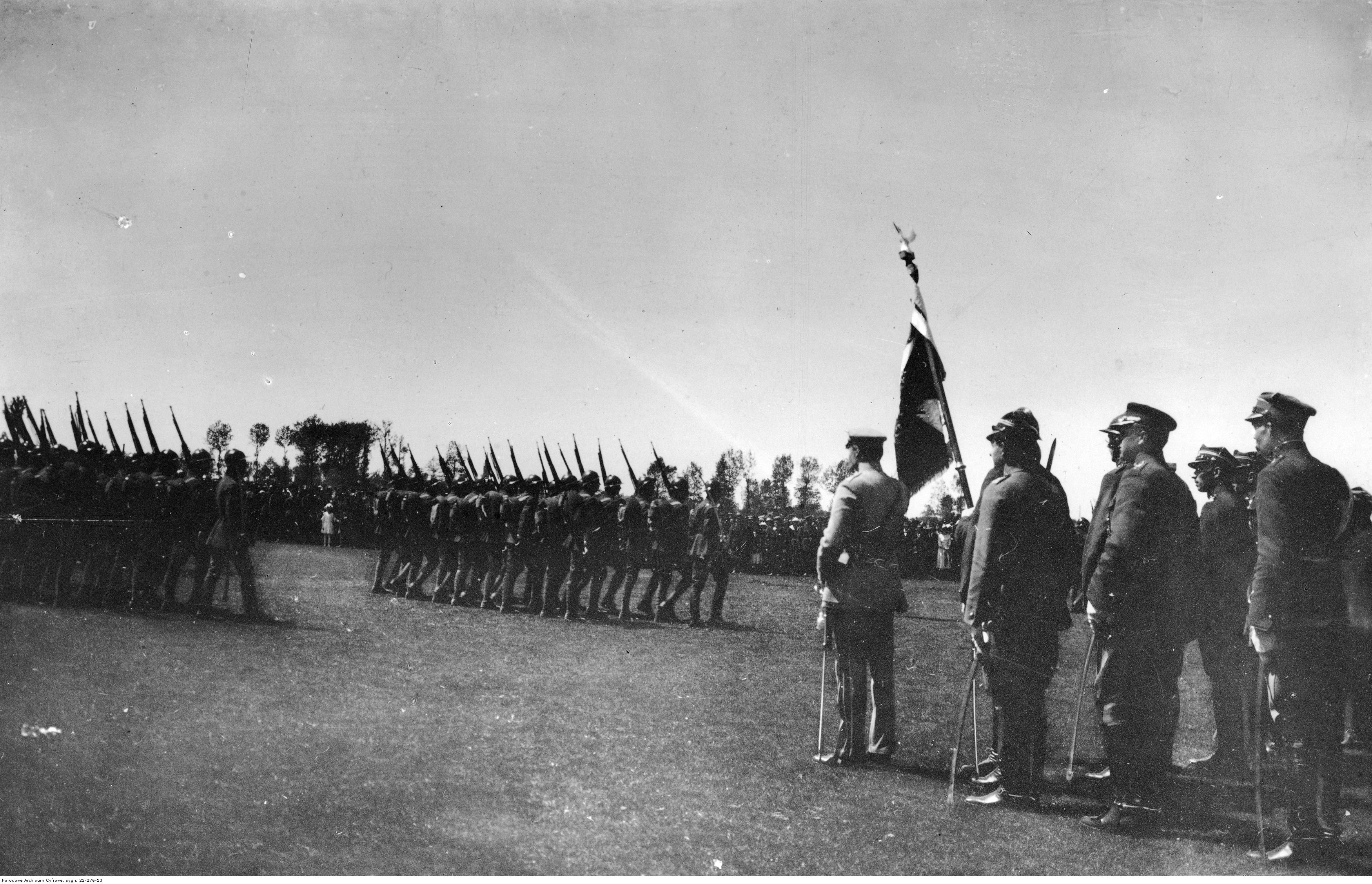
Żołnierze pułku defilują przed marsz. Józefem Piłsudskim podczas uroczystości nadania pułkowi sztandaru, 15 maja 1921

Wojenny, nieprzepisowy sztandar, ofiarowany został pułkowi przez biskupa polowego, ks. dr. Stanisława Galia. 15 maja 1921 odbyło się uroczyste wręczenie chorągwi pułku z udziałem Józefa Piłsudskiego. Ufundowana została przez warszawskie i kaliskie Koła Opieki nad Żołnierzem. Na pamiątkę tego wydarzenia dzień 15 maja stał się oficjalnym świętem pułku. Uzupełnione napisy na lewej stronie płata sztandaru zatwierdzone zostały w Dzienniku Rozkazów MSWojsk. z 1939 r., nr 10, poz. 94. Wrześniowe i wojenne losy sztandaru pozostają nieznane.
Odznaka pamiątkowa
29 kwietnia 1924 roku minister spraw wojskowych generał dywizji Władysław Sikorski zatwierdził odznakę pamiątkową 29 pułku Strzelców Kaniowskich. Odznaka o wymiarach 49x43 mm ma kształt wieńca laurowego z przewiązaną szarfą u dołu, na której wpisano datę powstania pułku „1 – VII 1919”. Środek odznaki zajmuje, nałożona emaliowana w kolorze białym, tarcza przedzielona pasem żółto - granatowym. Na białych polach nałożono herb Kalisza oraz miniaturę odznaki pamiątkowej II Korpusu. Nad tarczą umieszczony srebrny orzeł wz. 1919. Odznaka oficerska, czteroczęściowa, wykonana w tombaku srebrzonym, patynowana i emaliowana. Wykonawcami odznak byli: Wiktor Gontarczyk oraz Zjednoczeni Grawerzy z Warszawy.

## Strzelcy kaniowscy
Dowódcy pułku
- płk Józef Lewszecki (4 XI – 12 XII 1918)
- ppłk Karol Szemiot (12 XII 1918 – 14 VII 1919)
- mjr Stefan Walter (14 VII 1919 – 15 VIII 1920)
- kpt. Jan II Rogowski (p.o. 15 – 20 VIII 1920)
- ppłk Wiktor Thommée (20 – 26 VIII 1920)
- kpt. Kazimierz Aleksandrowicz (p.o. 26 VIII – 1 IX 1920)
- ppłk piech. Romuald Kohutnicki (1 IX 1920 – 13 VI 1923 → dowódca 38 pp[43])
- ppłk / płk piech. Bronisław Adamowicz (13 VI 1923[43] – 29 XII 1925 → oficer Przysposobienia Wojskowego 24 DP[44])
- płk sap. / płk piech. Artur Górski (29 XII 1925 – 11 VI 1927 → dowódca 6 Brygady Ochrony Pogranicza)
- płk dypl. piech. Jarosław Okulicz-Kozaryn (VI 1927 – 19 XI 1938 → dowódca Obrony Przeciwlotniczej Okręgu Korpusu Nr III)
- ppłk piech. Władysław Roman Pazderski (p.o. 19 – 21 XI 1938)
- ppłk Florian Gryl (21 XI 1938 – IX 1939)[45]

Zastępcy dowódcy pułku (od 1938 roku – I zastępca dowódcy)
- mjr / ppłk piech. Rajmund Rada (10 VII 1922[46] – V 1927 → oficer placu Białystok[47])
- ppłk piech. Rudolf Kaleński (V 1927[48] – II 1929 → dowódca 17 pp[49])
- ppłk piech. Władysław Śpiewak (III 1929[50] – VI 1933 → praktyka w PKU Tarnopol)
- ppłk dypl. piech. Stanisław Pelc (VI 1933 - 1936 → dowódca 36 pp)
- ppłk piech. Władysław Roman Pazderski (do VIII 1939[51])

II zastępcy dowódcy pułku - kwatermistrzowie
- mjr / ppłk piech. Józef Stanisław Haluta (VIII 1935[52] – 1939[53])

Obsada personalna w 1928
- dowódca – ppłk SG Jarosław Okulicz-Kozaryn
- zastępca dowódcy – ppłk piech. Rudolf Kaleński
- kwatermistrz – ppłk piech. Antoni Dubiński
- oficer sztabowy pułku – mjr Jan Światowiec
- obwodowy komendant Przysposobienia Wojskowego – mjr Edward Teofil Jess
- kapelmistrz – kpt. Lucjan Ksionek
- płatnik – por. Gustaw Lachman
- dowódca I batalionu – mjr Roch Stebnowski (IV 1928 – XII 1929 → obwodowy komendant PW)
- dowódca II batalionu – ppłk SG Józef Urbanek
- dowódca III batalionu – ppłk Jan Kulwieć

### Żołnierze 29 pułku piechoty – ofiary zbrodni katyńskiej
Biogramy ofiar zbrodni katyńskiej znajdują się między innymi w bazach udostępnionych przez Ministerstwo Kultury i Dziedzictwa Narodowego oraz Muzeum Katyńskie
| Nazwisko i imię        | stopień              | zawód             | miejsce pracy przed mobilizacją           | zamordowany |
| ---------------------- | -------------------- | ----------------- | ----------------------------------------- | ----------- |
| Andrzejkowicz Borys    | ppor. rez.           | księgowy          | Wytwórnia Kłódek nr 3 w Łodzi             | Katyń       |
| Anglik Stanisław       | podporucznik rezerwy | nauczyciel        | Szkoła Kolejowa w Kaliszu                 | Charków     |
| Bartecki Feliks        | podporucznik rezerwy | ziemianin         | folwark Osiek, pow. kaliski               | Charków     |
| Brykowicz Stefan       | kapitan              | żołnierz zawodowy | oficer 29.pSK                             | Katyń       |
| Cieplak Witalis        | ppor. rez.           |                   |                                           | Katyń       |
| Hofman Tadeusz         | ppor. rez.           | prawnik, mgr      | sędzia w Wilnie                           | Katyń       |
| Kibler Stanisław       | ppor. rez.           | urzędnik          |                                           | Katyń       |
| Kiełbaska Franciszek   | ppor. rez.           | nauczyciel        | szkoła w Klonowej                         | Katyń       |
| Knasiak Bolesław       | ppor. rez.           | nauczyciel        |                                           | Katyń       |
| Kostrzewa Stefan       | ppor. rez.           | nauczyciel        | szkoła w Suchcicach                       | Katyń       |
| Kwieciński Mieczysław  | kapitan              | żołnierz zawodowy | dowódca II plutonu IV dyw 1 plotn.        | Katyń       |
| Lewiński Kazimierz     | ppor. rez.           | nauczyciel        | szkoła w Melcuchach                       | Katyń       |
| Nawrocki Telesfor      | ppor. rez.           | nauczyciel        |                                           | Katyń       |
| Paczesny Antoni        | ppłk. lek.           | żołnierz zawodowy | starszy lekarz 29 pp                      | Katyń       |
| Rudnicki Bogdan        | ppor. rez.           | urzędnik          | Urząd Skarbowy w Kaliszu                  | Katyń       |
| Sztark Edward Alojzy   | por. rez.            | fabrykant         | przedsiębiorca z Kalisza                  | Katyń       |
| Szyke Stanisław Henryk | ppor. rez.           | prawnik           | Zarząd Miejski w Łodzi                    | Katyń       |
| Walczak Florian        | ppor. rez.           |                   |                                           | Katyń       |
| Bednarek Feliks        | ppor. rez.           | prawnik, mgr      | aplikant sądowy w Wilnie                  | Charków     |
| Feige Gerhard          | ppor. rez.           | absolwent WSH     |                                           | Charków     |
| Fox Teodor             | kapitan              | żołnierz zawodowy | oficer taborowy 25.DP                     | Charków     |
| Gałdek Zenon           | ppor. rez.           | urzędnik          | Urząd Skarbowy w Pabianicach              | Charków     |
| Gopenhajm Izaak        | ppor. rez.           | lekarz            |                                           | Charków     |
| Grossek Stanisław      | ppor. rez.           |                   |                                           | Charków     |
| Hoffman Henryk         | ppor. rez.           | urzędnik          | Bank Komunalnej Kasy Oszczędności w Solcu | Charków     |
| Kołakowski Zygmunt     | por. rez.            | chemik            |                                           | Charków     |
| Korczak Józef          | ppor. rez.           | nauczyciel        | szkoła powszechna w Olszynie              | Charków     |
| Malinowski Adam        | ppor. rez.           | nauczyciel        | szkoła powszechna                         | Charków     |
| Połatyński Kazimierz   | ppor. rez.           | prawnik, mgr      | Sąd Apelacyjny w Poznaniu                 | Charków     |
| Stalski Jan Paweł      | ppor. rez.           | nauczyciel        | Szkoła Powszechna w Lututowie             | Charków     |
| Szejner Wilhelm        | ppor. rez.           |                   |                                           | Charków     |

## Upamiętnienie
- Stowarzyszenie Historyczne „Strzelcy Kaniowscy”. strzelcy-kaniowscy.pl. [zarchiwizowane z tego adresu (2009-08-22)].

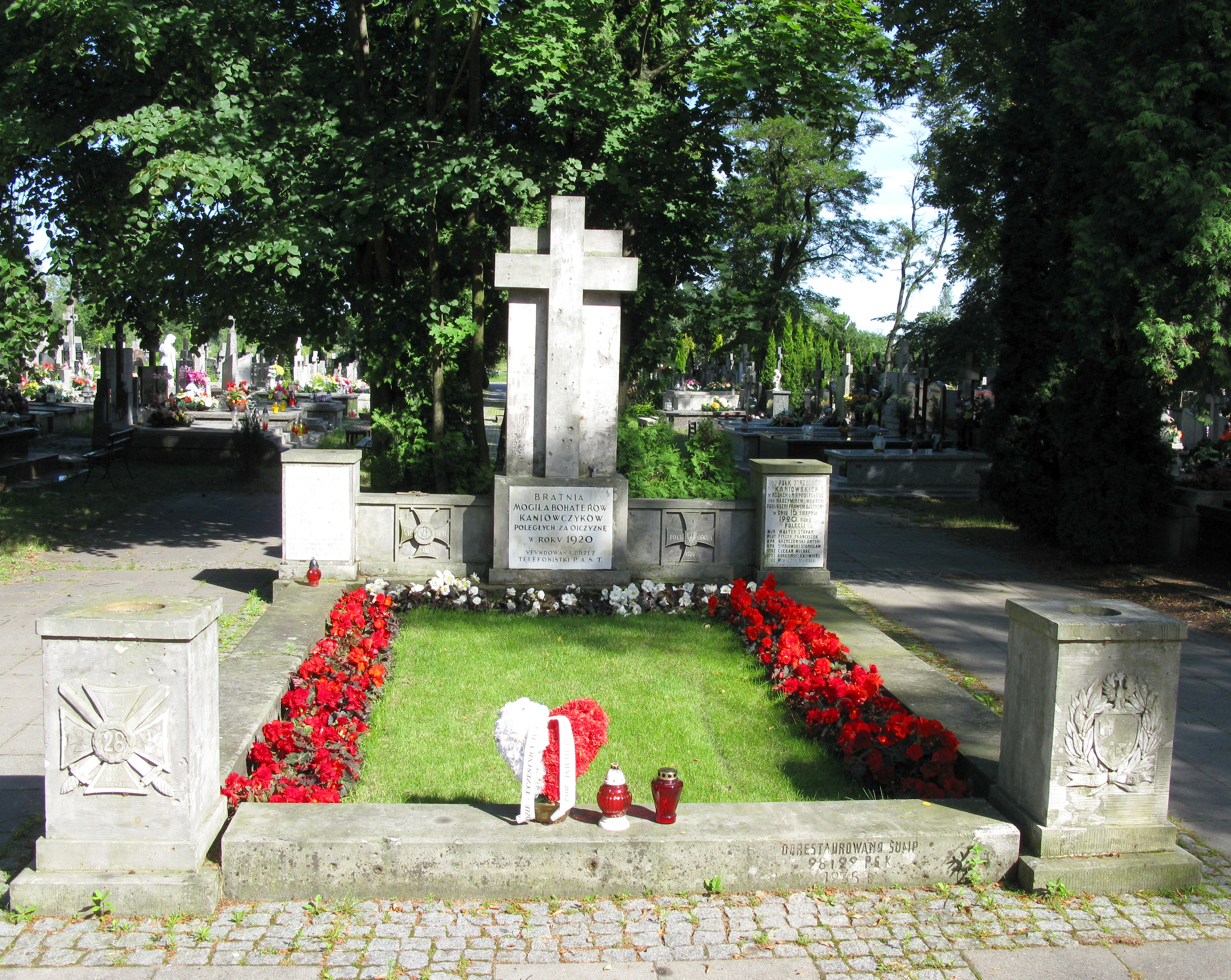
Bratnia mogiła strzelców kaniowskich poległych w czasie bitwy pod Radzyminem
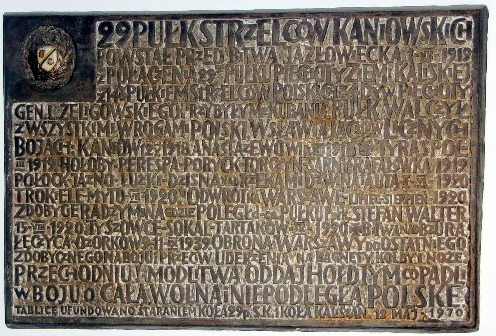
Tablica w kościele garnizonowym w Londynie